# نمای اول
نمای اول (به انگلیسی: prime power) در ریاضیات، یک عدد اول به توان یک عدد صحیح مثبت است. برای مثال ۷ = ۷۱، ۹ = ۳۲، و ۶۴ = ۲۶ همه نمای اول هستند، درحالیکه ۶ = ۲ × ۳، ۱۲ = ۲۲ × ۳ و ۳۶ = ۶۲ = ۲۲ × ۳۲ نمای اول نیستند (عدد ۱ یک نمای اول محسوب نمی‌شود).
ترتیب نماهای اول به این شیوه شروع می‌شود: ۲، ۳، ۴، ۵، ۷، ۸، ۹، ۱۱، ۱۳، ۱۶، ۱۷، ۱۹، ۲۳، ۲۵، ۲۷، ۲۹، ۳۱، ۳۲، ۳۷، ۴۱، ۴۳، ۴۷، ۴۹، ۵۳، ۵۹، ۶۱، ۶۴، ۶۷، ۷۱، ۷۳، ۷۹، ۸۱، ۸۳، ۸۹، ۹۷، ۱۰۱، ۱۰۳، ۱۰۷، ۱۰۹، ۱۱۳، ۱۲۱، ۱۲۵، ۱۲۷، ۱۲۸، ۱۳۱، ۱۳۷، ۱۳۹، ۱۴۹، ۱۵۱، ۱۵۷، ۱۶۳، ۱۶۷، ۱۶۹، ۱۷۳، ۱۷۹، ۱۸۱، ۱۹۱، ۱۹۳، ۱۹۷، ۱۹۹، ۲۱۱، ۲۲۳، ۲۲۷، ۲۲۹، ۲۳۳، ۲۳۹، ۲۴۱، ۲۴۳، ۲۵۱، … (دنباله A246655 در OEIS).
نماهای اول اعداد صحیح مثبتی هستند که دقیقاً توسط یک عدد اول قابل‌تقسیم هستند؛ به نماهای اول اعداد اساسی هم گفته می‌شود، مثلاً در تجزیه اساسی این موضوع رخ می‌دهد.